# ダダダムズ
ダダダムズは、日本の女性アイドルグループ。TRASH-UP!! RECORDS所属。
ダダダムズとして活動を開始したのは2022年だが、前身グループのおばけは転校生（通称「おば転」）の結成は2015年。解散および活動再開、それに伴うグループ改名を繰り返してきた。
当記事では、おばけは転校生、スーパー転校生（通称「スパ転」）、スーパー転校生X、ハイパー同級生、パースー転校生Z（期間限定）等の前身グループについても記述する。
なお、便宜上、おばけは転校生は2015年 - 2016年を「初代」、2021年を「2代目」、スーパー転校生Xは2017年を「初代」、2019年 - 2020年を「2代目」として表記する。

## 概要
グループ名の「ダダダムズ」は、常識に対する攻撃、破壊、否定を掲げた芸術運動・ダダイズムと、パンクバンドのダムド（The Damned）に由来する。
おばけは転校生（初代）結成から2017年のスーパー転校生X（初代）解散までは、KissBee、NECO PLASTIC（現ネコプラpixx.）、ハッピーくるくるなどが所属していた株式会社KissBee（現KissBee International）に所属していた。2022年、ダダダムズとして活動を開始するにあたりTRASH-UP!! RECORDSに所属。
スーパー転校生・スーパー転校生X時代のキャッチフレーズは「寿司で言うならサラダ巻き」。

## 略歴

### 2015年
- 12月27日、「S.U.Bフェスタ！2015ラスト公演！！」（S.U.B TOKYO）にておばけは転校生初ライブ。3ヶ月間の仮デビューの後、ふたつにグループが分かれるという条件付きだった。

### 2016年
- 3月26日、「アイドル無限大まつり」（秋葉原PLUM）にておばけは転校生が約束通り解散。
- 4月30日、「TARGET1 〜はじめてのりんご生誕祭っていいます！」（恵比寿club aim）にておばけは転校生1日限定復活。転校生Dがこの日をもって卒業ということをサプライズ発表。転校生ではない別グループに所属予定であったがそちらも辞退。
- 5月16日、転校生Aが病気療養のため活動休止を発表[4]。
- 5月21日、「IDOLidge MORNING～早起きは三文のオタク～」（新宿ReNY）にてスーパー転校生お披露目[5]。
- 9月4日、「Sweet Motion Vol.04」（新宿Motion）にて、女1・女2初ライブ[6]。

### 2017年
- 3月24日、「遅れてゴメンネ！ vol.37」（新宿Motion）にて、転校生C卒業[7]。
- 4月10日、｢今夜は最高！スパ✩まつりvol.1｣（新宿Motion）にて、スーパー転校生Xへの改名、および仮加入中だった女1・女2が転校生E1・転校生F2として本加入することを発表[8]
- 8月10日、スーパー転校生X解散発表[9]。
- 9月4日、「スーパー送別会 the final☆」（新宿Motion）にてスーパー転校生X解散。
- 9月30日 - 10月22日に開催された「TRASH-UP!! Presents『アイドルと芸術』」に同級生Bとして参加。以降、基本「同級生B」名義で活動する。

### 2018年
- 8月11日、「ぜんぶ夏のせいだ！〜姫スパ、おぼえていますか？〜」(新宿Motion）に「転校生B」として友情出演。
- 9月9日、「平成30年度第三回さゆなし生誕祭」（新宿Motion）に同級生B・同級生Cが出演[10]。
- 9月29日、「新宿ヤンチー大集合スペシャル」（ROCK CAFE LOFT）に同級生B・同級生C・同級生F2が出演。以後ハイパー同級生として活動する[11]。

### 2019年
- 1月28日、「年初め！新春ハイパー同級生のハイパー新年会」（阿佐ヶ谷LOFT A）にて同級生C卒業[12]。
- 3月11日、「ヘブン・ミュージックフェア〜語りたいニッポンの歌 名曲タイムマシーン〜」（LOFT HEAVEN）にてハイパー同級生解散[13]。転校生シリーズ唯一の音源『卒業アルバム〜サラダ巻き〜』をかつてのプロデューサー・スズキのネット炎上をきっかけに、スズキの知人サポートの元製作中ということを発表。
- 6月18日、スーパー転校生X、アルバム『卒業アルバム〜サラダ巻き〜』発売開始[14]。
- 6月19日、「中野ロープウェイ開店10周年記念ライブ！ 千秋楽」（新宿LOFT）にスーパー転校生Xとして出演。アルバム販売の為、結局この日から期間限定で活動を再開することになる。

### 2020年
- 8月2日、成人を迎えた転校生F2と、それを見守る転校生Bによる主催トークイベント「祝成人！転校生ツーちゃんの荒れない成人式」(LOFT X)開催。

### 2021年
- 1月1日、3月26日におばけは転校生オリジナルメンバー4人でライブ「おばてん春のおば祭り〜蘇生成功のヒミツ♡〜」（LOFT X）開催することを発表[15]。
- 3月26日、「おばてん春のおば祭り〜蘇生成功のヒミツ♡〜」開催。
- 5月17日、転校生A・転校生Bによるおばけは転校生再スタート（=2代目）に向け、転入生（新メンバー）募集開始[16]。
- 8月21日-9月5日、「TRASH-UP!! Presents『アイドルと芸術5』」(mograg gallery)に転校生A、転校生B、そして新メンバーとしてデビュー前の顔や活動名を伏せた、仮の名義で転校生〇、転校生△(転校生D)、転校生□(転校生H)が参加。
- 9月1日、転校生○が新メンバーとしての活動を辞退。
- 9月19日、「スケスケ僕ら大集合」（LOFT X）にて新生おばけは転校生お披露目。転校生D・転校生Hが加入。
- 10月18日、転校生A（にべ子）解雇[17]。
- 11月27日、おばけは転校生活動休止[18]、および、活動休止期間中「パースー転校生Z」として出演[19]することを発表。なお、この日よりメンバー表記が「転校生B´」「転校生D‘」「転校生H’」となる。

### 2022年
- 1月10日、TRASH-UP!! RECORDSへの所属と「ダダダムズ」への改名を発表[1]。
- 5月8日、「トラッシュアップまつり」（下北沢Flowers Loft）にてプレお披露目ライブ。転校生B´は「uzu」、転校生D‘は「rezy」、転校生H’は「mepo」に改名。
- 7月14日、新メンバー・seroが加入[20]。
- 7月16日、「夏のトラッシュ・アップまつり」（下北沢Flowers Loft）にて本デビュー。
- 7月23 - 24日、「こぐまカリーPresents『Mash UP!』」（心斎橋SUNHALL）にて前身グループ含め初の遠征[21]。
- 8月21日、seroが脱退[22]。
- 8月31日、innesを活動休止中の小野寺詩依が「she」名義で期間限定で加入[23]。
- 10月2日、sheが正式加入[24]。

### 2023年
- 3月19日、元SAKA-SAMAのあいうえまし子が「mashi」名義で加入[25]。
- 3月22日、初のライブアルバム『Live : in The BLack』配信リリース（CD発売は3月29日）[26]。
- 3月25日、1stワンマンライヴ「地獄に堕ちたダダダども」（西永福JAM）開催。
- 5月7日、「LLC〜LOVE LIVE CLUB〜vol.2」（LOFT HEAVEN）をもってsheが一時活動休止[27]。
- 5月8日、anが加入[28]。初ライブは5月17日の「ダダダムズのワイルド・パーティーでいこう！」(新宿LOFT)であることを発表。
- 8月24日、kuru（元innes・夢野くる）・kimiが加入[29]。
- 10月21日、渋谷ロフトヘヴンにてshe、kuru、an、kimiが期間限定ユニット『惑星通信社』メンバー参加を発表、10月27日、新宿LOFTにてデビューライブ開催。

### 2024年
- 5月26日、ダダダムズとトワイライト渚による「劇団ダダダムズ」旗揚げ公演『パーティーがはじまる！』（渋谷LOFT 9）初公演（脚本・演出：トワイライト渚/カミノシュウヘイ　主題歌作詞・作曲：天川悠雅）。
- 6月3日、sheが誕生日会「Live in the Black」再現ライブをもって卒業[30]（惑星通信社メンバーは継続）。
- 7月13日、2ndワンマンライヴ「DDDDDDD」（西永福JAM）を開催。
- 8月9日、anが肺炎と診断され活動休止を発表[31]。
- 9月30日、kimiが現体制ラストワンマンライブ（新高円寺LOFT X）をもって卒業[32]（惑星通信社もメンバー在籍のまま活動休止）。
- 10月16日、anが活動継続困難のため脱退、事務所退所[33]。
- 11月9日、惑星通信社で活動するuraraが加入[34]。

### 2025年
- 1月15日、初フルアルバム『EVERYBODY LOVE』リリース。
- 1月28日、『トラッシュアップ・アワー 特別編』ライブをもってkuruが卒業、SAKA-SAMAへ移籍[35]。

## メンバー
| 名前  | 読み     | 生年月日               | 出身地                                | カラー   | 備考 |
| ----- | -------- | ---------------------- | ------------------------------------- | -------- | --- |
| uzu   | ウズ     | 6月30日                | 佐賀県生まれ ケニア→福岡県→東京都育ち | 青       | 身長163cm、血液型B型 ダダダムズオリジナルメンバー。元「転校生B」、 元SUMMER ROCKET「日曜日ゆず」。 WEST SIDE PRINT CLUBに「MCゆず」→「MC uzu」として参加。                          |
| rezy  | レジィー | 1999年12月7日（25歳）  | 東京都                                | オレンジ | 身長161cm、血液型A型 ダダダムズオリジナルメンバー。元「転校生D」 おばけは転校生解散後、2016年4月30日に活動終了。 2021年9月19日よりアイドル活動を再開。                              |
| mepo  | メポ     | 1997年11月19日（27歳） | 千葉県成田市                          | ピンク   | 身長158cm、血液型B型 ダダダムズオリジナルメンバー。元「転校生H」 2021年9月19日、おばけは転校生に加入。 WEST SIDE PRINT CLUBに「MCめぽち」として参加。 2023年8月よりリーダーに就任。 |
| mashi | マシ     | 8月29日                |                                       | 水色     | 元SAKA-SAMA、APOKALIPPPS（あいうえまし子）。 妹のめい日によ（現めい美によ（MANACLE））と「Hugぅ」を組んでいた。 ミスiD2020ファイナリスト（「ましちゃん」)。 2023年3月19日加入。     |
| urara | ウララ   | 2005年3月18日（20歳）  | 東京都                                | 白       | 2024年11月9日加入。 惑星通信社と兼任、名前は「天乃川うらら」となる。 |

### 元メンバー
| 名前     | 通称       | 備考 |
| -------- | ---------- | --- |
| 転校生A  | にべ子     | おばけは転校生オリジナルメンバー。 スーパー転校生でも活動予定であったが、お披露目ライブ直前に活動休止。その後2代目おばけは転校生で合流。                                                                                            |
| 転校生C  | Cちゃん    | おばけは転校生、スーパー転校生オリジナルメンバー。 卒業後、ハイパー同級生で「同級生C」として参加。 |
| 転校生E1 | ワンちゃん | 2016年9月4日、スーパー転校生に「女1」として仮加入。スーパー転校生Xで本加入。 スーパー転校生X解散後、2017年9月27日HAMIDASYSTEMに加入（「KOYAMA FLAME（小山振夢）」名義）。 2019年4月1日、クロスノエシス結成に参加（「FLAME」名義）。 |
| 転校生F2 | ツーちゃん | 2016年9月4日、スーパー転校生に「女2」として仮加入。スーパー転校生Xで本加入。 卒業後、ハイパー同級生で「同級生F2」として参加。 |

| 名前 | 読み | 出身地                  | カラー | 備考 |
| ---- | ---- | ----------------------- | ------ | --- |
| sero | セロ |                         |        | 2022年7月14日加入、同年8月21日脱退。 |
| she  | シー | 山口県                  |        | 血液型A型 元innes（小野寺詩依）。ミスiD2022ファイナリスト。 2022年5月7日、学業の都合によりinnesの活動を1年間休止。スケジュール調整が可能な範囲でソロとして活動。 2022年8月31日、期間限定でダダダムズに加入、同年10月2日正式加入・innes卒業。 惑星通信社と兼任、名前は「小野寺詩依」となる。 仕事との両立困難のため2023年5月7日をもって活動休止、2024年6月3日卒業。 |
| kimi | キミ | 埼玉県生まれ 千葉県育ち | 緑     | 2023年8月24日加入。 惑星通信社と兼任、名前は「森キミ」となる。 学業との両立困難のため2024年9月30日卒業。 |
| an   | アン | 兵庫県                  | 赤     | 2023年5月8日加入。 惑星通信社と兼任、名前は「林檎野あん」となる。 体調不良のため2024年8月に活動休止、10月16日脱退。 |
| kuru | クル | 千葉県                  | 黄     | 元innes（夢野くる）。ミスiD2022君の日々がカルチャー賞 2023年8月24日加入。 惑星通信社と兼任、名前は「夢野くる」となる。 2025年1月28日卒業、2月8日より「夢野くる」としてSAKA-SAMAへ移籍。 |

## 作品

### アルバム
スーパー転校生X
| # | 発売日        | タイトル                   | 収録曲 | 備考 |
| - | ------------- | -------------------------- | --- | ---- |
| 1 | 2019年6月18日 | 卒業アルバム〜サラダ巻き〜 | 1. 開運☆スーパーハイツ 2. 自宅警備員～終わらない日曜日～ 3. やんちー 4. ラブ♡ゾンビーズ 5. いんふるぱにっく 6. メンヘル 7. 開運☆スーパーハイツ(NEW) 8. サラダ巻きcampus～あの伝説の4人の転校生!?～ 9. 就職活動inワンダーランド |      |

ダダダムズ
| #        | 発売日                                    | タイトル            | 収録曲 | 備考                   |
| -------- | ----------------------------------------- | ------------------- | --- | ---------------------- |
| ライブ盤 | 2023年3月22日（配信） 2023年3月29日（CD） | Live : in The BLack | 1. DOPPEL 2. CONTINUE 3. NONSENSE WARP 4. Zipline 5. NOディスコミュニケーション 6. 東京ワッショイ 7. BALLOON                                        | 6.は遠藤賢司のカバー。 |
| 1        | 2025年1月15日（CD）                       | EVERYBODY LOVE      | 1. DOPPEL 2. 東京ワッショイ 3. 悪魔とランデヴー 4. zipline 5. BALLOON 6. NONSENSE WARP 7. EVERYBODY LOVE 8. 微熱 9. なんにも YOU AND I 10. CONTINUE |                        |

### シングル（CD-R）
おばけは転校生
- おば転のテーマ（2021年9月19日）
- Semi Final（2021年9月19日）

ダダダムズ
- DOPPEL（2022年7月16日）
- BALLOON（2022年7月16日）
- 悪魔とランデヴー（2024年5月26日）

### 楽曲参加
- SE$IMON DIAZ「パンチマン（feat.スーパー転校生X）」 - アルバム『QUESTION?』収録

### コンピレーション参加
スーパー転校生
- 開運☆スーパーハイツ - 2016年12月7日発売『遅れてゴメンネ！』収録

ダダダムズ
- This is 運命 - 2024年11月11日発売 ハロー!プロジェクト トリビュートアルバム『シューティング スター』収録

## 出演

### ネット番組
- 南波一海のアイドル三十六房（2022年9月1日、タワレコTV）